# USS Bowfin (SS-287)
USS Bowfin (SS/AGSS/IXSS-287) là một  tàu ngầm lớp Balao từng phục vụ cùng Hải quân Hoa Kỳ trong Chiến tranh Thế giới thứ hai. Nó là chiếc tàu chiến duy nhất của Hải quân Hoa Kỳ được đặt cái tên này, theo tên loài cá vây cung. Nó đã phục vụ trong suốt Thế Chiến II, thực hiện tổng cộng chín chuyến tuần tra, đánh chìm 16 tàu Nhật Bản với tổng tải trọng 67.882 tấn, xếp hạng 15 về số lượng tàu và thứ 17 về tải trọng trong số tàu ngầm Hoa Kỳ có thành tích nổi bật nhất trong chiến tranh.
Được cho ngừng hoạt động sau khi xung đột chấm dứt vào năm 1947, nó được huy động trở lại để tiếp tục phục vụ trong cuộc Chiến tranh Lạnh từ năm 1951 đến năm 1971, được xếp lại lớp như một tàu ngầm phụ trợ AGSS-287 vào năm 1962, rồi như một tàu ngầm tiện ích không phân loại IXSS-287 vào năm 1971. Con tàu hiện đang được bảo tồn như một tàu bảo tàng bên cạnh Đài tưởng niệm USS Arizona tại Trân Châu Cảng, Hawaii, và được công nhận là một Danh lam Lịch sử Quốc gia vào năm 1986. Bowfin được tặng thưởng các danh hiệu Đơn vị Tuyên dương Tổng thống Đơn vị Tuyên dương Hải quân cùng tám Ngôi sao Chiến trận do thành tích phục vụ trong Thế Chiến II.

## Thiết kế và chế tạo
Thiết kế của lớp Balao được cải tiến dựa trên  tàu ngầm lớp Gato dẫn trước, là một kiểu tàu ngầm hạm đội có tốc độ trên mặt nước cao, tầm hoạt động xa và vũ khí mạnh để tháp tùng hạm đội chiến trận. Khác biệt chính so với lớp Gato là ở cấu trúc lườn chịu áp lực bên trong dày hơn, và sử dụng thép có độ đàn hồi cao (HTS: High-Tensile Steel), cho phép lặn sâu hơn đến 400 ft (120 m). Con tàu dài 311 ft 9 in (95,02 m) và có trọng lượng choán nước 1.526 tấn Anh (1.550 t) khi nổi và 2.424 tấn Anh (2.463 t) khi lặn. Chúng trang bị động cơ diesel dẫn động máy phát điện để cung cấp điện năng cho bốn động cơ điện, đạt được công suất 5.400 shp (4.000 kW) khi nổi và 2.740 shp (2.040 kW) khi lặn, cho phép đạt tốc độ tối đa 20,25 hải lý trên giờ (37,50 km/h) và 8,75 hải lý trên giờ (16,21 km/h) tương ứng. Tầm xa hoạt động là 11.000 hải lý (20.000 km) khi đi trên mặt nước ở tốc độ 10 hải lý trên giờ (19 km/h) và có thể hoạt động kéo dài đến 75 ngày.
Tương tự như lớp Gato dẫn trước, lớp Balao được trang bị mười ống phóng ngư lôi 21 in (530 mm), gồm sáu ống trước mũi và bốn ống phía phía đuôi tàu, chúng mang theo tối đa 24 quả ngư lôi. Vũ khí trên boong tàu gồm một hải pháo 4 inch/50 caliber, một khẩu pháo phòng không Bofors 40 mm nòng đơn và một khẩu đội Oerlikon 20 mm nòng đôi, kèm theo hai súng máy .50 caliber. Trên tháp chỉ huy, ngoài hai kính tiềm vọng, nó còn trang bị ăn-ten radar SD phòng không và SJ dò tìm mặt biển. Tiện nghi cho thủy thủ đoàn bao gồm điều hòa không khí, thực phẩm trữ lạnh, máy lọc nước, máy giặt và giường ngủ cho hầu hết mọi người, giúp họ chịu đựng cái nóng nhiệt đới tại Thái Bình Dương cùng những chuyến tuần tra kéo dài đến hai tháng rưỡi.
Bowfin được đặt lườn tại Xưởng hải quân Portsmouth ở Kittery, Maine vào ngày 23 tháng 7, 1942. Nó được hạ thủy vào ngày 7 tháng 12, 1942, được đỡ đầu bởi bà Jane Gawne, và được cho nhập biên chế cùng Hải quân Hoa Kỳ vào ngày 1 tháng 5, 1943 dưới quyền chỉ huy của Hạm trưởng, Trung tá Hải quân Joseph Harris Willingham, Jr.

## Lịch sử hoạt động

### 1943
Sau khi hoàn tất việc chạy thử máy huấn luyện tại các vùng biển giữa New London, Connecticut và Newport, Rhode Island, Bowfin chuẩn bị để được điều động sang khu vực Mặt trận Thái Bình Dương. Nó khởi hành từ Căn cứ Tàu ngầm Hải quân New London vào đầu tháng 7, 1943, băng qua kênh đào Panama để đi đến Brisbane, Australia.

#### Chuyến tuần tra thứ nhất
Lên đường vào ngày 19 tháng 8 cho chuyến tuần tra đầu tiên, Bowfin đi dọc theo bờ biển phía Tây Australia để đi đến Darwin, nơi nó được tiếp thêm nhiên liệu rồi tiếp tục chuyến tuần tra vào ngày 25 tháng 8, đi đến khu vực tuần tra tại biển Mindanao vào ngày 2 tháng 9. Trong suốt ba tuần lễ nó không tìm thấy mục tiêu nào thích hợp, rồi bắt đầu hoạt động phối hợp với tàu ngầm chị em Billfish (SS-286) từ ngày 24 tháng 9. Họ phát hiện một đoàn sáu tàu buôn vào ngày hôm sau, và tiếp tục theo dõi trong suốt năm giờ trước khi Bowfin phóng một loạt sáu quả ngư lôi phía mũi, đánh trúng năm quả vào hai mục tiêu. Nó tiếp tục phóng bốn quả ngư lôi phía đuôi vào một tàu chở dầu trước khi lặn xuống né tránh phản công. Con tàu không thể xác nhận kết quả, nhưng tài liệu thu được của Hải quân Nhật sau chiến tranh khẳng định nó đã đánh chìm tàu chở hành khách Kirishima Maru (8.120 tấn) ở tọa độ 09°53′B 112°10′Đ / 9,883°B 112,167°Đ, và gây hư hại cho hai tàu khác.
Vào sáng ngày 26 tháng 9, radar của Bowfin phát hiện một máy bay tuần tra đối phương có trang bị radar, nên nó phải lặn sâu để tránh bị phát hiện. Hai ngày sau đó, nó tấn công một tàu hơi nước nhưng cả ba quả ngư lôi phóng ra đều bị trượt. Chiếc tàu ngầm rời vùng biển Mindanao vào ngày 30 tháng 9, và trên đường đi đã phá hủy một sà lan đối phương đang chở khoảng 100 binh lính Nhật Bản bằng hải pháo. Đang khi băng qua eo biển Makassar vào ngày 2 tháng 10, nó tiếp tục tấn công một thuyền buồm bằng hải pháo, rồi kết thúc chuyến tuần tra khi về đến căn cứ Fremantle, Australia vào ngày 10 tháng 10, nơi con tàu được tái trang bị.

#### Chuyến tuần tra thứ hai
Rời Fremantle vào ngày 1 tháng 11 cho chuyến tuần tra thứ hai tại khu vực biển Đông, Bowfin hoạt động phối hợp với tàu ngầm chị em Billfish. Vào ngày 8 tháng 11, nó bắt gặp một nhóm năm thuyền buồm và đã tiêu diệt được ba chiếc bằng hải pháo trước khi lặn xuống né tránh máy bay tuần tra đối phương tấn công, đến đêm hôm đó nó trồi lên mặt nước và lại đánh chìm một thuyền buồm khác bằng hai phát đạn pháo. Chỉ hai ngày sau đó, nó lại bắn cháy hai tàu hơi nước nhỏ đang hướng đến vịnh Tawi-Tawi bằng hải pháo. Tiếp cận bờ biển Đông Dương thuộc Pháp vào sáng ngày 26 tháng 11, giữa một cơn mưa giông, chiếc tàu ngầm bất ngờ lọt vào giữa đội hình một đoàn tàu vận tải đối phương, và đã phóng ngư lôi đánh chìm tàu chở dầu Ogurasan Maru (5.069 tấn) và tàu chở hàng Tainan Maru (5.407 tấn) ở tọa độ 13°25′B 109°30′Đ / 13,417°B 109,5°Đ. Chỉ vài giờ sau đó nó lại đánh chìm tàu chờ hàng Van Vollenhoven (691 tấn), nguyên của Pháp và bị Nhật Bản trưng dụng hai năm trước đó. Sau khi đánh chìm một tàu chở khách nhỏ với một quả ngư lôi vào ngày 28 tháng 11, nó tham gia cùng Billfish để tấn công một đoàn tàu vận tải khác, nhanh chóng đánh chìm tàu chở hàng Sydney Maru (5.425 tấn) và tàu chở dầu Tonon Maru (9.866 tấn) ở tọa độ 12°50′B 109°35′Đ / 12,833°B 109,583°Đ.
Đạn pháo phản công từ một tàu hộ tống đối phương đã bắn trúng Bowfin, khiến nó hư hại đường ống hút khí chính. Cho dù không quá nghiêm trọng, chiếc tàu ngầm không thể sửa chữa dứt điểm hư hỏng, nên phải rút lui về căn cứ tại Australia. Trên đường đi vào ngày 2 tháng 12, nó dùng hải pháo tấn công và tiêu diệt một thuyền hai cột buồm, rồi về đến căn cứ Fremantle một tuần sau đó.

### 1944

#### Chuyến tuần tra thứ ba
Bắt đầu chuyến tuần tra thứ ba từ ngày 8 tháng 1, 1944, Bowfin băng qua các biển Java, Banda và Flores để đến eo biển Makassar, nơi nó phá hủy một thuyền buồm nhỏ bằng hải pháo vào ngày 16 tháng 1. Sang ngày hôm sau, nó bắt gặp một tàu chở hàng được hai tàu hộ tống bảo vệ, nhưng đợt tấn công bị ảnh hưởng bởi ngư lôi khiếm khuyết và trục trặc. Trong loạt bốn quả ngư lôi phóng từ phía mũi, chỉ có một quả trúng đích, và hai quả phóng từ phía đuôi lại kích nổ sớm trước khi đi đến mục tiêu. Tàu chở hàng Shoyu Maru (4.408 tấn) bị hư hại nhưng tiếp tục nổi cho đến ngày hôm sau, khi Bowfin tiếp cận mục tiêu lần nữa và đánh chìm nó với bốn quả ngư lôi ở tọa độ 00°18′B 118°37′Đ / 0,3°B 118,617°Đ. Nó cũng đánh trúng một tàu hộ tống và gây hư hại với một quả ngư lôi trúng đích. Tiêu phí hết số ngư lôi mang theo, chiếc tàu ngầm phải quay trở về Darwin để được tái trang bị.

#### Chuyến tuần tra thứ tư
Ngay trong ngày thứ hai của chuyến tuần tra thứ tư, Bowfin phóng ba quả ngư lôi đánh chìm một tàu chở hàng nhỏ. Đến sáng sớm ngày 28 tháng 1, nó phát hiện và theo dõi một tàu chở dầu lớn, đi đến vị trí thuận lợi vào lúc chiều tối và phóng một loạt sáu quả ngư lôi, nhưng tất cả đều bị trượt do mục tiêu bất ngờ đổi hướng. Chiếc tàu ngầm phóng thêm một loạt sáu quả khác và trúng đích được hai quả nhưng chưa đủ để đánh chìm mục tiêu. Khi Bowfin tiếp cận, đối phương chống trả bằng hải pháo và súng máy đặt trên boong tàu, và trong vòng 20 phút tiếp theo chiếc tàu ngầm phóng bồi thêm sáu quả ngư lôi, trúng đích được ba quả. Bowfin phải lặn xuống để né tránh hỏa lực của đối phương, và chiếc tàu chở dầu bị hư hại đã nhân cơ hội này thoát đi.
Sang ngày hôm sau, Bowfin rải một bãi thủy lôi trong eo biển Makassar, rồi lên đường quay trở về căn cứ tại Australia. Trên đường đi nó tiêu diệt hai tàu buồm nhỏ bằng hải pháo vào ngày 30 tháng 1, và về đến Fremantle vào ngày 5 tháng 2.

#### Chuyến tuần tra thứ năm
Khởi hành vào ngày 28 tháng 2 cho chuyến tuần tra thứ năm, Bowfin hướng sang khu vực biển Celebes. Vào ngày 10 tháng 3, nó bắt gặp một đoàn tàu vận tải bốn chiếc được hai tàu hộ tống bảo vệ. Chiếc tàu ngầm đã bắn một loạt sáu quả ngư lôi phía mũi nhắm vào mục tiêu, nhưng bốn quả đã bị kích nổ sớm. Máy bay đối phương xuất hiện, buộc nó phải lặn xuống ẩn nấp nên không thể đánh giá kết quả của hai quả ngư lôi còn lại. Đối phương phản công ác liệt trong khi Bowfin lặn xuống độ sâu 350 ft (110 m) để né tránh. Một tàu hộ tống đối phương thả dây xích rà quét đáy biển, và hơn 20 quả mìn sâu được thả xuống, gây chấn động mạnh con tàu nhưng không gây hư hại gì nghiêm trọng. Khi chiếc tàu ngầm trồi lên mặt nước quan sát, nó thấy một tàu buôn bị ngập nước phía đuôi đang được kéo đi. Bất chấp sự truy lùng của các tàu hộ tống cùng năm máy bay đang quần thảo trên đầu, Bowfin lại tấn công đoàn tàu bằng ngư lôi, nhưng một trong các quả ngư lôi mất phương hướng quay trở lại, buộc chiếc tàu ngầm phải lặn xuống né tránh và ẩn nấp cho đến ngày hôm sau. Nó lại tấn công chiếc tàu buôn bị hư hại, nhưng các tàu hộ tống đối phương phản công nên lại phải lặn xuống. Cuối ngày hôm đó, nó nổi lên độ sâu kính tiềm vọng, phát hiện con tàu bị hư hại đang lẻ loi, và kết liễu chiếc Tsukikawa Maru (4.470 tấn) với bốn quả ngư lôi được ngắm kỹ, khiến mục tiêu đắm ở tọa độ 01°30′N 128°17′Đ / 1,5°N 128,283°Đ.
Bắt đầu tìm kiếm phần còn lại của đoàn tàu vận tải đối phương, Bowfin phát hiện chúng vào lúc đêm tối, và phóng toàn bộ số ngư lôi còn lại, nhưng không có quả nào trúng đích. Chiếc tàu ngầm phải quay trở về căn cứ Darwin để tiếp đạn, và lại trở ra khơi vào ngày 15 tháng 3. Ba ngày sau đó, nó phóng tất cả số ngư lôi phía mũi vào một đoàn tàu vận tải, nhưng toàn bộ sáu quả ngư lôi đều đi dưới mục tiêu hay chệch khỏi mục tiêu. Lực lượng hộ tống đối phương phản ứng mạnh với mìn sâu nhưng hầu như không có hiệu quả. Khi nó lại tấn công và cuối ngày hôm đó, cả bốn quả ngư lôi đều trượt khỏi mục tiêu. Bowfin thể hiện tốt hơn trong đêm 24 tháng 3, sau khi truy đuổi trong một thời gian dài, đã tấn công một đoàn tàu năm chiếc trong biển Celebes, và đánh chìm được hai chiếc tàu buôn Shinkyo Maru (5.139 tấn) và Bengal Maru (5.395 tấn) ở tọa độ 05°37′B 125°58′Đ / 5,617°B 125,967°Đ. Nó cũng gây hư hại cho một chiếc thứ ba, nhưng không thể kết liễu đối thủ do đã cạn ngư lôi. Chiếc tàu ngầm lên đường quay trở về căn cứ Darwin, đến nơi vào ngày 1 tháng 4.

#### Chuyến tuần tra thứ sáu

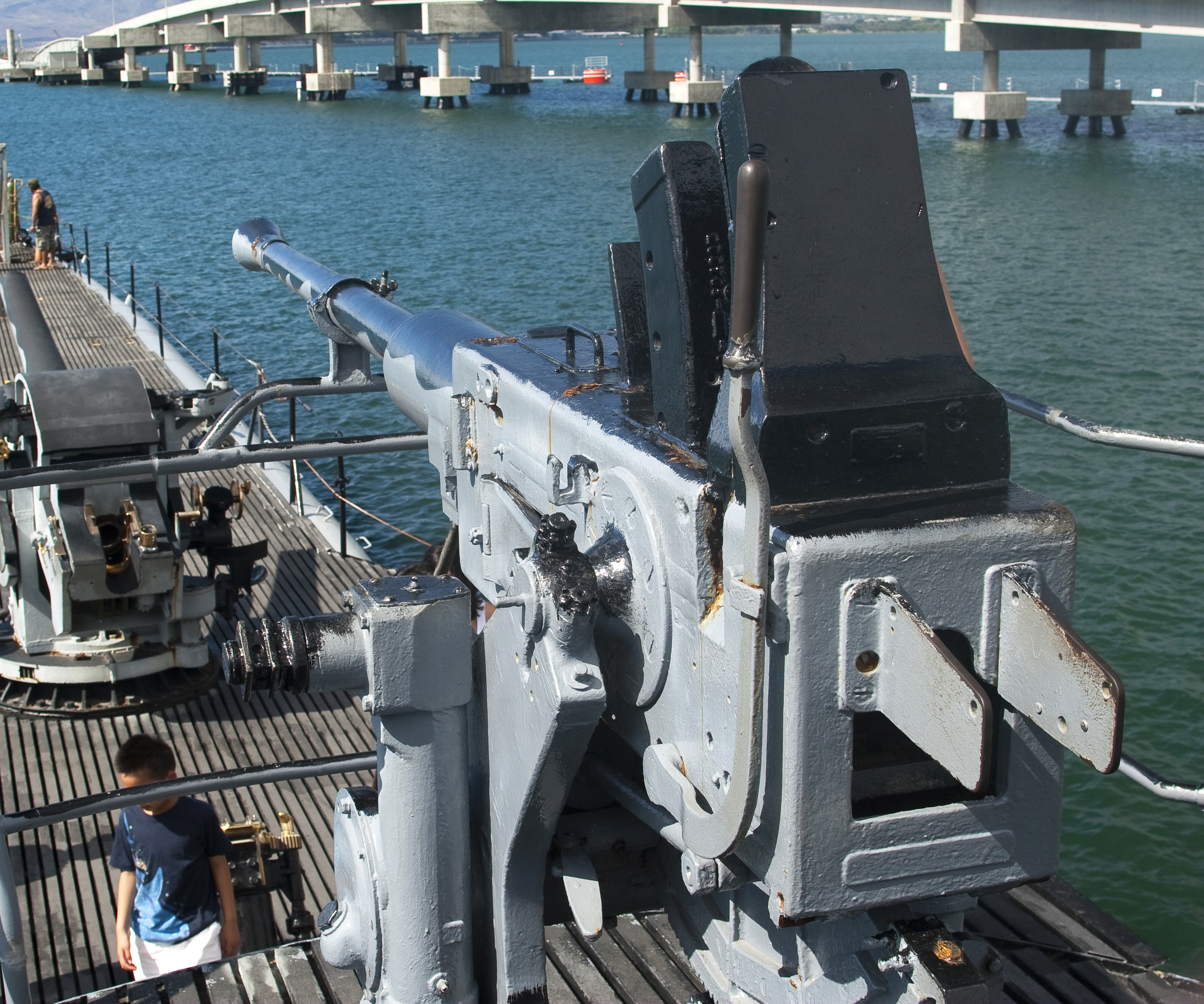
Pháo phòng không 40 mm của Bowfin

Lên đường vào ngày 24 tháng 4 cho chuyến tuần tra thứ sáu, dưới quyền chỉ huy của hạm trưởng mới, Trung tá hải quân John H. Corbus, Bowfin hướng sang khu vực Palau. Nó tấn công một tàu buôn với hai quả ngư lôi vào ngày 14 tháng 5, nhưng không thể đánh chìm mục tiêu, và tiếp tục làm nhiệm vụ tì kiếm và giải cứu trước khi quay trở về Trân Châu Cảng ngang qua Midway vào ngày 21 tháng 6. Đến ngày 16 tháng 7, Bowfin rời vùng biển Hawaii để hướng sang khu vực quần đảo Ryūkyū. Nó không bắt gặp mục tiêu nào cho đến ngày 9 tháng 8, khi phát hiện một đoàn bốn tàu buôn đang hướng đến cảng Minamidaitō. Theo dõi mục tiêu cho đến lúc chúng cặp cảng, rồi phóng một loạt bốn quả ngư lôi phía đuôi, khiến hai tàu buôn nổ tung và một chiếc khác bị hư hại; tuy nhiên tài liệu thu được của phía Nhật Bản sau chiến tranh không thể xác nhận việc này, có thể do mục tiêu quá nhỏ.
Ngoài khơi quần đảo Tokara vào ngày 22 tháng 8, lúc 22 giờ 12 phút, Bowfin tấn công một đoàn tàu vận tải, tự nhận đã đánh chìm nhiều chiếc bao gồm hai tàu khu trục. Trong thực tế nó đã đánh trúng tàu chở hành khách-hàng hóa  Tsushima Maru (6.754 tấn), đang di tản 1.788 thường dân, bao gồm 826 học sinh, khỏi Okinawa. Tsushima Maru đắm tại tọa độ 29°32′B 129°33′Đ / 29,533°B 129,55°Đ; các tàu khác lo sợ bị tàu ngầm tiếp tục tấn công nên đã không dừng lại cứu vớt, nên có đến 24 thủy thủ, 21 pháo thủ cùng 1529 hành khách bao gồm 682 học sinh đã thiệt mạng. Đến ngày 28 tháng 8, chiếc tàu ngầm bắn cháy một tàu đánh cá bằng hải pháo sau khi tiêu phí hết bốn quả ngư lôi cuối cùng cho mục tiêu này. Nó quay trở về Trân Châu Cảng ngang qua Midway, rồi tiếp tục quay về vùng bờ Tây, đi đến San Francisco, California vào ngày 21 tháng 9, nơi nó được đại tu tại Xưởng hải quân Mare Island. Khi Trung tá Hải quân Alexander K. Tyree nhậm chức hạm trưởng Bowfin vào ngày 16 tháng 12, 1944, chiếc tàu ngầm cũng hoàn tất việc sửa chữa và lên đường quay trở lại quần đảo Hawaii.

### 1945

#### Chuyến tuần tra thứ bảy

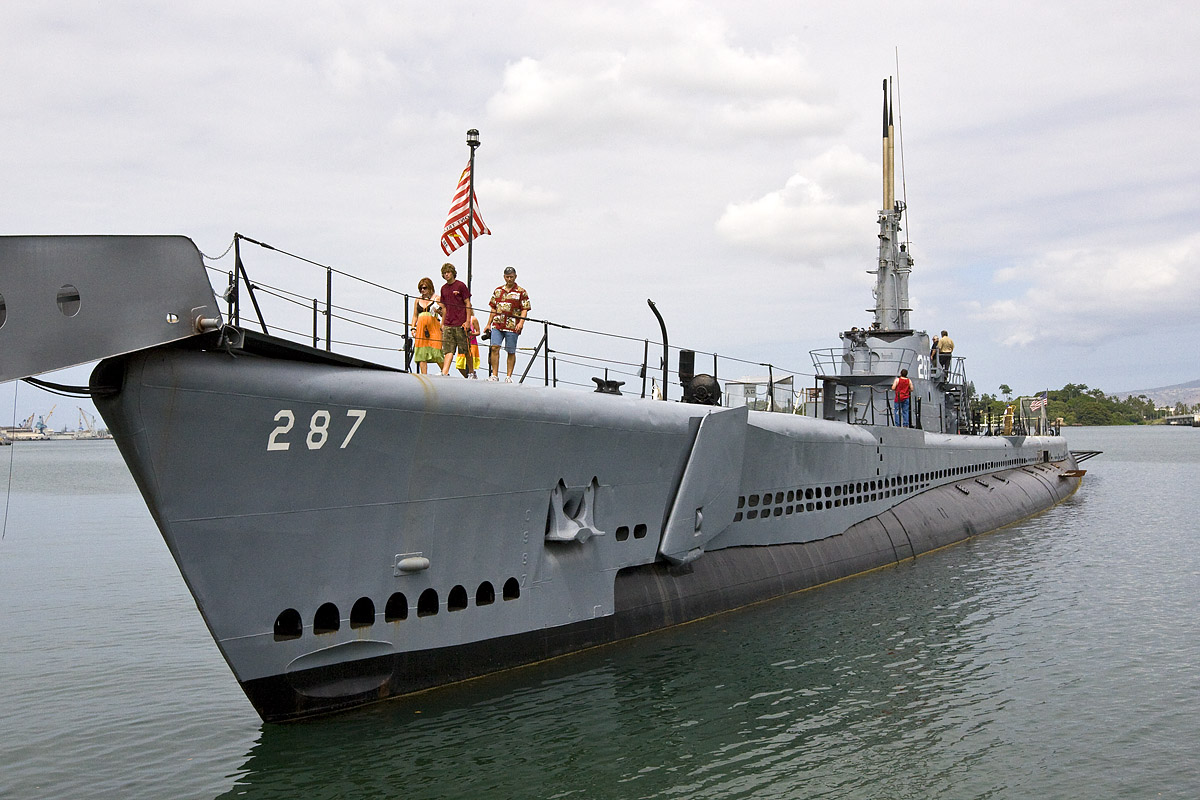
Tàu ngầm Bowfin

Sau một giai đoạn huấn luyện ôn tập, Bowfin lên đường hướng sang khu vực phía Nam đảo Honshū cho chuyến tuần tra thứ bảy, làm nhiệm vụ tìm kiếm và giải cứu hỗ trợ các hoạt động không kích xuống chính quốc Nhật Bản. Vào ngày 17 tháng 2, 1945, nó tấn công hai tàu săn ngầm, và đã phóng ngư lôi đánh chìm Tàu Phòng vệ Duyên hải số 56 (750 tấn) ở vị trí 5 mi (8,0 km) về phía Đông đảo Mikura-jima, tại tọa độ 33°54′B 139°43′Đ / 33,9°B 139,717°Đ; toàn bộ 177 thành viên thủy thủ đoàn trên tàu đều tử trận. Chiếc tàu ngầm sau đó phải lặn sâu để né tránh 26 quả mìn sâu được các tàu khác thả xuống phản công, và suýt gặp tai họa khi một trong các quả ngư lôi của nó bị kích nổ sớm. Sau đó nó tiếp tục đánh chìm một tàu vận tải nhỏ với một quả ngư lôi.
Lúc 09 giờ 30 phút ngày 19 tháng 3, tại vị trí khoảng 30 mi (48 km), Bowfin đang tuần tra tìm kiếm và giải cứu khi một máy bay ném bom-ngư lôi Grumman TBF Avenger bị hỏa lực phòng không đối phương bắn trúng bên trên Xưởng vũ khí Hải quân Kure, nên đáp xuống biển trước mũi chiếc tàu ngầm khoảng 500 yd (460 m). Hai thành viên đội bay được vớt lên tàu sau 11 phút, họ thuộc Liên đội Ném ngư lôi 83 (VT-83) xuất phát từ tàu sân bay Essex (CVS-9). Bowfin quay trở về quần đảo Mariana để kết thúc chuyến tuần tra, đi đến Guam vào ngày 25 tháng 3.

#### Chuyến tuần tra thứ tám

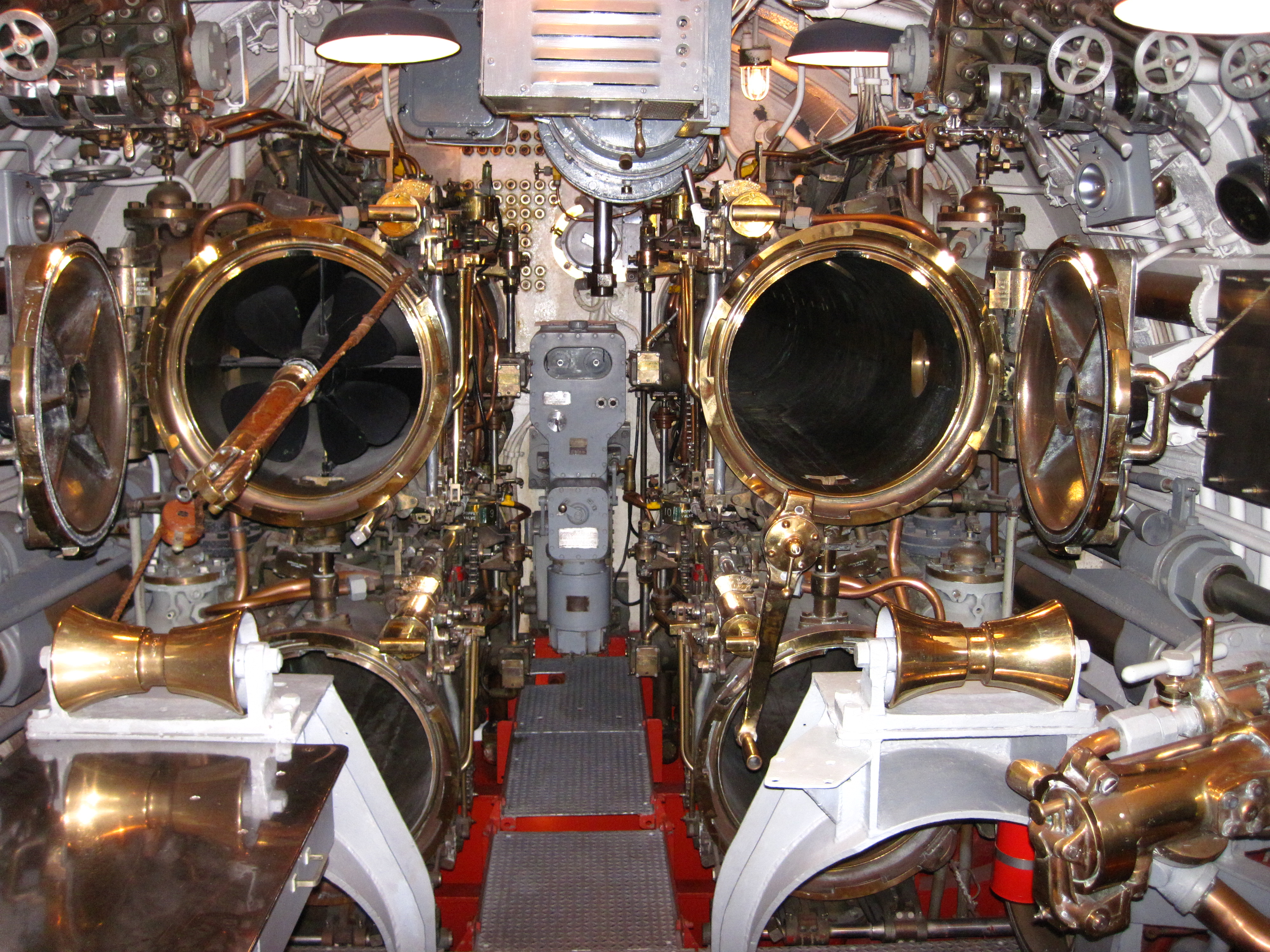
Các ống phóng ngư lôi của Bowfin

Lên đường vào ngày 23 tháng 4 cho chuyến tuần tra thứ tám, Bowfin hoạt động tại vùng biển phía Bắc Honshū và Hokkaidō. Vào ngày 1 tháng 5, tại vị trí 54 nmi (100 km) về phía Đông Nam Hokkaidō gần mũi Erimo, lúc 04 giờ 38 phút, nó phóng ngư lôi tấn công tàu vận tải Chowa Maru (2.719 tấn), trúng đích hai phát và khiến mục tiêu đắm trong vòng mười phút tại tọa độ 41°02′B 144°36′Đ / 41,033°B 144,6°Đ, 41 thành viên thủy thủ đoàn đã thiệt mạng. Một tuần sau đó, nó lại phóng ngư lôi đánh chìm tàu buôn Daito Maru số 3 (880 tấn) tại tọa độ 39°37′B 142°07′Đ / 39,617°B 142,117°Đ. Sau khi tiếp tục tìm kiếm mà không gặp mục tiêu nào đáng kể, nó kết thúc chuyến tuần tra tại Apra Harbor, Guam.

#### Chuyến tuần tra thứ chín
Đang khi được tiếp liệu và huấn luyện ôn tập tại vùng biển quần đảo Mariana, giải cứu một phi công Thủy quân Lục chiến khi máy bay tiêm kích bị rơi. Nó lên đường vào ngày 29 tháng 5 cho chuyến tuần tra cuối cùng trong chiến tranh, là một trong số chín tàu ngầm được trang bị sonar kiểu mới có khả năng dò thủy lôi, nên được phái sang khu vực biển Nhật Bản vốn trước đây là bất khả xâm phạm đối với Đế quốc Nhật Bản. Nó vượt qua eo biển Tsushima được rải đầy mìn, nhưng chỉ tìm thấy ít tàu bè đối phương. Vào ngày 11 tháng 6, tàu chở hàng Shinyō Maru số 3 (1.898 tấn) bị đánh trúng bốn quả ngư lôi trước khi đắm tại tọa độ 39°20′B 127°30′Đ / 39,333°B 127,5°Đ. Đến ngày 13 tháng 6, nó tiếp tục đánh chìm tàu chở hàng Akiura Maru (887 tấn) tại tọa độ 39°13′B 128°07′Đ / 39,217°B 128,117°Đ, rồi rút lui khỏi biển Nhật Bản qua eo biển La Pérouse và về đến Trân Châu Cảng vào ngày 4 tháng 7.
Sau khi nghỉ ngơi và tiếp liệu, Bowfin lên đường vào đầu tháng 8, hướng sang khu vực quần đảo Mariana chuẩn bị cho chuyến tuần tra tiếp theo. Nó vẫn đang trên đường đi khi Nhật Bản chấp nhận đầu hàng vào ngày 15 tháng 8, giúp chấm dứt vĩnh viễn cuộc xung đột. Nó quay mũi để trở về Hawaii, rồi băng qua kênh đào Panama để trở lại vùng bờ Đông Hoa Kỳ. Sau khi đi đến đảo Staten, New York vào ngày 21 tháng 9, nó phục vụ cùng Hạm đội Đại Tây Dương cho đến khi được cho xuất biên chế tại New London, Connecticut vào ngày 12 tháng 2, 1947, và được đưa về thành phần dự bị.

### 1951 - 1971

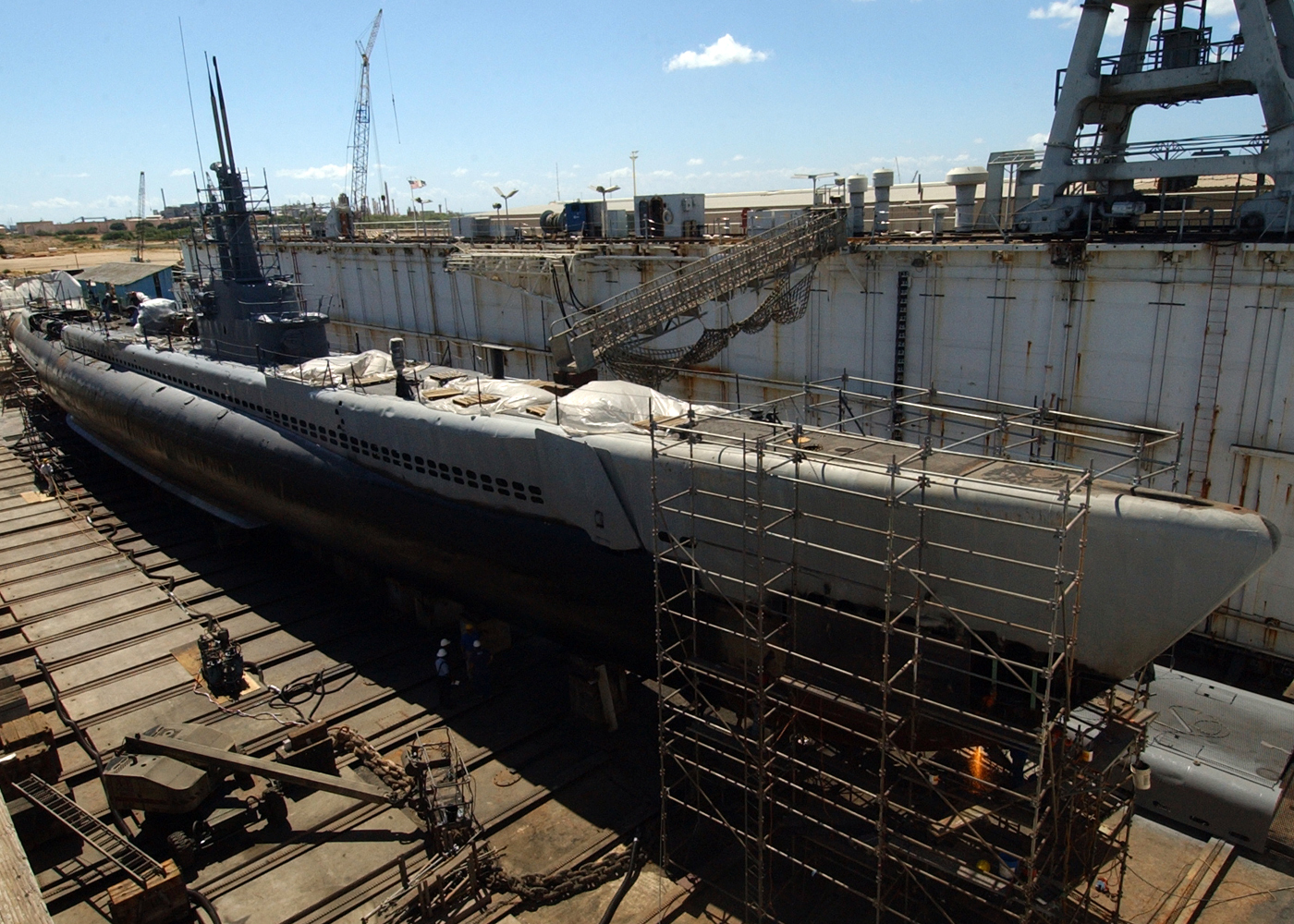
Bowfin trong ụ tàu khi được phục chế, năm 2004

Sự kiện Chiến tranh Triều Tiên bùng nổ vào tháng 6, 1950 khiến Hải quân Hoa Kỳ gặp phải tình trạng thiếu hụt tàu chiến hoạt động. Vì vậy Bowfin được cho tái biên chế trở lại tại Căn cứ Tàu ngầm Hải quân ở New London, Connecticut vào ngày 27 tháng 7, 1951. Sau khi hoàn tất việc chạy thử máy và huấn luyện, nó lên đường đi sang khu vực Thái Bình Dương, đi đến cảng San Diego, California vào ngày 6 tháng 10, tiến hành huấn luyện và tập trận từ cảng này. Tuy nhiên sau khi xung đột tại Triều Tiên kết thúc nhờ thỏa thuận ngừng bắn, Bowfin đi đến San Francisco vào ngày 8 tháng 10, 1953, nơi con tàu lại được cho xuất biên chế vào ngày 22 tháng 4, 1954 và đưa về thành phần dự bị tại Xưởng hải quân Mare Island.
Vào ngày 1 tháng 5, 1960, Bowfin được điều đến Seattle, Washington, nơi nó thay thế cho tàu ngầm Puffer (SS-268) trong vài trò tàu ngầm huấn luyện cho Hải quân Dự bị Hoa Kỳ, và đảm nhiệm vai trò này trong suốt một thập niên tiếp theo. Nó được xếp lại lớp như một tàu ngầm phụ trợ với ký hiệu lườn AGSS-287 vào năm 1962, rồi như một tàu ngầm tiện ích không phân loại với ký hiệu lườn IXSS-287 vào năm 1971. Cuối cùng Bowfin được rút tên khỏi danh sách Đăng bạ Hải quân vào ngày 1 tháng 12, 1971, và được đưa trở lại Trân Châu Cảng, nơi nó được bảo tồn như một đài tưởng niệm và như một tàu bảo tàng.
Bowfin được công nhận là một Danh lam Lịch sử Quốc gia Hoa Kỳ vào năm 1986. Con tàu đã ba lần được đưa vào ụ tàu để bảo trì, lần lượt vào các năm 1987, 2004 và 2022. Tàu bảo tàng Bowfin hiện đang được sở hữu và điều hành bởi Pacific Fleet Submarine Memorial Association tại Trân Châu Cảng, bên cạnh Đài tưởng niệm USS Arizona.

## Phần thưởng
Bowfin được tặng thưởng các danh hiệu Đơn vị Tuyên dương Tổng thống, Đơn vị Tuyên dương Hải quân cùng tám Ngôi sao Chiến trận do thành tích phục vụ trong Thế Chiến II. Nó được ghi công đã đánh chìm 16 tàu Nhật Bản với tổng tải trọng 67.882 tấn, xếp hạng 15 về số lượng tàu và thứ 17 về tải trọng trong số tàu ngầm Hoa Kỳ có thành tích nổi bật nhất trong chiến tranh.
|  |                                                       |  |
|  | Silver star · Bronze star · Bronze star · Bronze star |  |

| Dãi băng Hoạt động Tác chiến  | Đơn vị Tuyên Dương Tổng thống                                           | Đơn vị Tuyên dương Hải quân          |
| Huân chương Chiến dịch Hoa Kỳ | Huân chương Chiến dịch Châu Á-Thái Bình Dương với 8 Ngôi sao Chiến trận | Huân chương Chiến thắng Thế Chiến II |